# Скореновац
Скореновац (лат. Zkorenovetz; мађ. Székelykeve) је село у општини Ковин, у Јужнобанатском округу, у Републици Србији. Налази се у Аутономној Покрајини Војводини и спада у Јужнобанатски управни округ. Географски најближи већи градови су Ковин (6 km), Смедерево (16 km), Панчево (30 km) и Београд (46 km).

## Географске одлике
Насеље је смештено на периферном делу Банатске лесне терасе, на 77 m надморске висине. Градња првих кућа на месту данашњег Скореновца је почела 1883. године, након велике поплаве која је задесила приобална насеља на Дунаву. Отварањем нове саобраћајнице преко Брестовца, Омољице и Старчева повезан је са Панчевом. Испод села, његовом целом дужином, пролази канал ДТД.

## Историја
Село по имену Ђурђево (мађ. Gyurgyova) је постојало између 1868. и 1886. године на локацији између Банатског Брестовца и реке Дунав. Првобитни становници Ђурђева били су мађарске (Палоц, мађ. Palóc) породице које су дошле из Банатског Новог Села (мађ. Újfalu), Јерменоваца (мађ. Ürményháza), Шандорфалве (мађ. Sándorfalva), као и из околине Сегедина (мађ. Szeged) и Банатског Душановца (мађ. Szőlősudvarnok/ ). У Ђурђеву је 1869. године било 396 становника док је по попису из 1880. године број становника пао на 298. Касније, 1883. године, у Ђурђево се доселило 645 породица (око 2.000 особа) Секеља.. У том периоду на Дунаву није било насипа па је река, изливајући се сваке године, наносио велике штете селу и обрадивом земљишту, па је већина угроженог становништва пресељена је на локацију данашњег Скореновца, а мањи део у Иваново.
Део становништва из Ђурђева је остао у својим домовима и наставили су са борбом против Дунава. Упркос свим напорима у зору 27. априла 1888. године огласио се позив у помоћ: „Дунав пробио брану, сви бежите! До изласка сунца границе сва три насеља Секеља биле су испод 1-4 метра воде. У Шандоређхази, који је био окружен са водом, вода је стајала у равни са крововима кућа и све је било уништено. Три четвртине досељеника је било пало на просјачки штап. Многе породице су остале без хлеба и хране. Нова жетва је била сва њихова нада, али је потпуно уништена.”
О овом догађају сведочи 91 годишњи Иштван Макраји:
Отац ми је често причао да када би се Дунав излио, они су радили као физички радници, да су радили ноћу у одржавању бране. И то је дан пре тога, јер је тада било велике воде, а раније се говорило да се овде пресече насип, јер су села на другој страни била јако поплављена, али су овде радили веома успешну да одрже брану. Свака три дана су ишли по храну и тај пут чим су се вратили на радно место, било је тада издато наређење да не смеју више да напусте радно место докле не добију сигнал, а тај сигнал је био три пуцња из пушке. Тамо је у седмој стражарској станици живео надгледник бране који је требао да сигнал. Бране су биле на сваких 5 км, а кад пуцају три пуцња, онда сви требају да беже. Једна од насипничких брана је то веће пукла. Претходно су добили упутства, ако се то деси, где да иду и нека трче. Мој отац је то говорио, нас децу је занимало како се спасао... да испрва идемо само на уздигнуту малу површину, али када смо видели да вода и даље надире почели смо да бежимо, трчали смо ја и кум Сич Иштван. Како смо бежали пролазили смо поред једне куће и видели да гори свећњак, Пробудили смо домаћина и његову жену, он је покупио најнужније и упрегао коње, имао их је три, и са њима отишао али без нас. Ми смо наставили да бежимо и када смо стигли до салаша Милорадовића, где је вода већ била скоро до колена и тада смо већ били у брестовачком атару, сустигао их је човек по имену Сокола (Сокола Фабијан) са својом запрегом и узео их је са собом Већ је почело да свиче када су стигли подно Брестовца. Мештани су већ били на улицама и викали нам где да пређемо постојећи мост који је био под водом и није се видео. И тако су се спасли. Наредних осам дана мој отац није проговорио...“— Bácsország, “ стр. 115
Скореновац (тада прозван именом мађ. Székelykeve), основан је 1886. године, заједно са Ивановом (тада прозван именом мађ. Sándoregyháza) основаним 1868. године, је примио преостало становништво Ђурђева који су се спасли од поплаве.
Године 1888, село је имало 506, а 1910. године 685 кућа. Већина досељеника били су Секељи који су дошли из Буковине. Истовремено са Секељима, у Скореновац је дошао и известан број немачких породица, осамдесет, из данашњег Пландишта (мађ. Zicsifalva) и Плочице (мађ. Plosic), те породица банатских Бугара из места Дудешти Веки (Dudestii—Vechi/Ó—Besenyő/Altbeschenowa/Stár Bišnov). Већина становника (Мађари, Бугари и Немци) била је римокатоличке вероисповести. Крајем 1891. године (када је почела градња цркве) и почетком 1892. године (када је градња завршена) почиње се са писањем црквених књига. Од 1869. па до 1892. године црквене књиге су се налазиле у католичкој цркви у Банатском Брестовцу.
Поред културе и обичаја, Секељи су на ново станиште, из старих крајева, донели велики број аутохтоних примерака животињске и биљне врсте. Примери за то су домаће животиње које су биле узгајане у Ердељу и Буковини као што су сиво говече од стоке, затим од оваца ђимешка рацка овца, од свиња мангалица и од живине ердељску голошију.
Да би сачували стада и своје богатство Секељи су за испомоћ довели са собом и изванредне пасмине Кувас, који су били главне чуваркуће и чувари стада. Обично су их држали у пару, ради одбране од дивљих животиња, због њихове изузетне интелигенције и тактике коју су користили у борбама против вукова. Са овим су Секељи минимизирали штету и евентуалан губитак пса, што је у оно време значило и губитак дела стада или имовине а уједно и шансе за опстанак појединца, власника пса и стада.
Поред куваса, имућнији Секељи су за чување стада, на пашњацима испод села и салашима (Szálás, Tanya) поред Дунава користили и Комондоре, које су у Скореновац донели Палоци, такође скореновачки становници. Они су у ново станиште донели са собом и мађарску рацку овцу. Сваки домаћин, а који је био уједно и ловац, је користио дугоногог копоа као испомоћ у лову док су остала домаћинства више користила кратконогог копоа који је био више верзиран за борбу против штеточина и чување куће. Донесен је и известан број Мудија, који су били популарни због једноставног одржавања и нису захтевали пуно пажње, већ су се више бринули сами о себи.
Већина ових животињских врста је, до друге половине 20. века, нестала из села. Замењени су новим врстама које су биле прихваћеније због употребне сврхе. Дошле су нове врсте крава које су давале више млека и меса, нове сорте свиња и кокошака. После Другог светског рата је узгајање оваца и коза у већем броју, по домаћинству, у Војводини забрањено тако да су ове врсте потпуно нестале.

### Живот села 1912/13. године
Оно што се зна о прошлости Скореновца, похрањено је у новинама из Панчова и Кевеваре, које су од почетка пратиле и извештавале о животу досељених Секеља у доњем Подунављу и о њиховом сеоском животу и проблемима. Новине Кевевара из Темешкубина (данас Ковин) су описивале скореновачку свакодневицу, тежње, мање познате или до сада непознате догађаје и њиховим ликовима.
Године 1912‒13, односно годинама пред Први светски рат, већ је био аспирант чланци и вести поменутих новина дају нам увид у одвијање живота једног насељеничког села и пратећи његове извештаје, што је занимљиво пружа мозаик плочице за целокупну слику прошлости села. Скореновац (Секељкеве) је 1913. године имао 4.600 становника, тридесет година након насељавања и двадесет пет година након оснивања локалитета а број становника се повећавао за 230-240 годишње. Скореновац је био уређено село, са секељским бојама, које је кренуло путем сигурног развоја иако је било још нерешених проблема. Један проблем, према тадашњој оцени је да „нема привилегованог ливадског земљиште у пограничном региону, али се добија подршка из краљевске благајне у виду мочварног земљишта за обрађивање којем у задње две године се не може причи због дунавске поплаве. Међутим и даље се ради јер треба исплатити позајмицу, која је по доласку насељеника добијена, а и порези који долазе, а нико не води бригу о твојим трошковима. они не воде рачуна о твојој опреми! Прошло је 25 година а од душебрижника за добробит села уместо помоћи само су добијане критике: „Има много тучњаве омладине, много деце невенчаних родитеља и да се пуно псује”. Критику и неслагање о оваквим ставовима власти и душебрижника дао је др. Ерне Јакабфи у издању Кевевара од 10. августа 1913. године.

Јануара 1912. године градић Кевевара је била потпуно реновирана укључујући и окружна места, самим тиме и Скореновац.у округу, укључујући и Секеликев. У овом периоду су се одржали избори за функције по селима. Према изборним резултатима сеоски судија је постао Карољ Фењи, Мартон Молнар правни судија, Јанош Лазар јавни старатељ а Миклош Василчин је постао благајник. Поред тога изабрана су четири поротника: Лазарт Биро, Софран Балаж, Јунг Ђерш и Вамош Маћаш. Међутим, избори су имали и непријатан догађај: Иштван Като и Ђерђ Ситаш „нашли су још да сакупе сока грожђа”, њихова мишљења о исходу избора су се разликовала и то се нажалост завршило тужним исходом. Чланак у новинама Кевевара гласи: 
„Ситаш је зграбио виле и кренуо на Кату. А пошто ни Като није имао воде у венама, отрчао је до свог дворишта, зграбио је виле како би се осветио за тешку повреду коју је задобио. Када је то урадиле његова жена и свекрва Марија Амбруш су то виделе, дотрчале до њега и покушале да му отму виле. Међутим, Като је био јачи! Отео је виле из руке свекрве и у том кошкању, пошто је женска популација неовлашћено интервенисала, ударио свекрву вилама у главу. Повреда је за последицу имала тешку рану, услед чега је свекрва Марија Амбруш преминула 24. јануара и била сахрањена. Све ово међутим, рођаци су су прикрили и тек касније је постајало јасно шта се догодило. Пријава је поднета пре него што је на лице места стигао окружни кривични судија. Марија Амбруш је ексхумирана и урађена је аутопсија.“ Како се случај завршио на крају, нема више података.— Bácsország, Bácsország

#### Сеоске славе и вашари 1912/13.
Уређен живот села подразумевао је и поштовање одређених обичаја, пре свега реч је о обележавању значајнијних црквених и световних празника. Један од најпопуларнијих празник тих година био је 15. март, који је обично био богат догађајима. Године 1912. прослава је била почела већ 14. марта увече, бакљадом, ватрометом и аматерском позоришном представом. У представи су наступили Тери Деже, Јене Буци, Одон Балинт, Еми Носаг, Ђерђ Бон, Шандор Фехер, Тивадар Диц, Лео Галамбош, Нађ Јанош и Јанош Фрај. У зору следећег дана, 15. марта, село се будило звуком прангија, а недуго затим оркестар ватрогасне бригаде је свирао своју плех музику. У 9 сати ујутро била је свечана миса у цркви, до којих су мештани села организовано марширала, „под својим заставама”. Током мисе „пастор Јожеф Шелинг засићен патриотизмом, под дубоким утицајем цркве у свом говору похвалио је значај великог дана марта 1848.” Након мисе, уследила је свечаност студентске омладине, а у три сата после подне почетак званичног дела празника наговестио је звонар са црквеног торња. Народна слава, за целокупно становништво села.
Други најпопуларнији празник свакако је био Свети Стефан, црквени имендан и сеоска слава. Како преносе новине Кевевара: Свечаност је била одржана у петак 20. вгуста 1012. године, мимоход је почео од цркве. На дан обележавања славе, „одржана је беседна служба, коју је пастор Шелинг прославио”. Славски говор је одржао вероучитељ Јожеф Беркеш, а у подне, пастор Шелинг је имао свечану гозбу, за које је као службена и сеоска глава био задужен. Увече је секељска омладина организовала забаву која је трајала до зоре. Следеће 1913. године са великом помпом обележили су овај црквени празник, чија је једна од иновација била, како је претходно помпезно објавила и најавила „Кевевара”,да је „неки предузетнички момак чак хтео да организује печење вола”, што се не зна да ли је урађено.
У годинама пред Први светски рат „Добровољачко ватрогасно удружење” је било веома активно, оно је било и важан ослонац културног живота села. Сваке године организовани су курсеви и такмичења, с један од њихових незаборавних, целодневних догађаја збио се 24. марта 1913. године. „Теоријска и практична стручна знања из њеног круга одржани су испити за пумпање, пењање и команду страже”, испред трочлане комисије. Испит је био јаван, били су присутни сви виђенији људи из села, чланови одбора оснивача и помоћни чланови и сеоски савет. Потврде о полагању испита су објављени. Добит од улазница иа игранку и вечеру ишла је у ватрогасни фонд.”
У Скореновцу су се такође одржавали годишњи вашари. Тако је одржан и вашар 28. септембра 1912. године, под именом „Национални јесењи сточни сајам”. По извештају те године је вашар био изузетно слаб и привукао је врло мало посетилаца. Као у тадашњем новинском извештају читамо „сајам показао имиџ добре недељне пијаце у Кевевари (Ковину).”

#### Од рођења до смрти
Кевевара представља аутентичну причу о људима из Скореновца, од којих су неки наведени у наставку. Једна од прича говори о томе како је скореновчанка донела дете на свет. Догађај се збио фебруара 1913. године.”
„У снегу и усред хладноће јадна, трудна жена из Скореновца ишла је тешким корацима од Ковина према својој кући у Скореновцу. Хладан ветар је бесно дувао, жена је изгубила снагу и предосећајући скори порођај она се подвукла под дрво, да се бар мало заштити. Убрзо тамо јој се родило дете. Није било нигде никога да јој помогне, дете и мајка су били заточени на завејаном сеоском путу. Мајка је изгубила свест па се поново освестила, али у својој слабости није могла да позове у помоћ, из ње није излазио глас. Пар сеоских кочија је прошло путем али је нису приметили. Она је помислила да ће да се смрзне заједно са својим новорођенчетом. Коначно, међутим, стигло је оно дуго очекивано, са неба послата помоћ. Фармацеут је пролазио туда са својим запрежним колима и кером. Пас је осетио несрећну жену и отрчао до ње, што је био сигнал Толовићу да се нешто несвакодневно дешава. Госпођа Толовић је сишла са запреге и отрчала до несрећне жене. Када је видела каква је ситуација ставила је жену на кола и са запрегом је одвела до прве сеоске куће да би им пружили потребну помоћ. Убрзо када су били смештени у топлу собу, жена и беба су живнули. Породиља када је мало дошла себи, увидевши шта се десило, насмешила се и у знак захвалности пољубила је руку своме спасиоцу. Овај догађај је утолико дирљивији, јер је сиромашна жена удовица и мајка шесторо малолетне деце. А овај, рођен на хладном, на сеоском путу, јој је седмо дете. Она је била удовица Мануела Керестеша, скореновачког сељака, који је прошле јесени возећи запрежна кола се преврнуо у јарак и при паду је пригњечио Керестеша и као последица тога он је умро. Тако је Бог послао малог анђела спаса сирочадима!“— Bácsország, “ стр. 10
Међутим, било је тужних, трагичних приче такође. Такав је био случај нестанка двадесетогодишњег Амбруша Амбруша у новембру 1913. године.
Младић и његова два сапутника. заједно радили у скореновачком атару, када су одједном су његови сапутници постали свесни да је Амбруш нестао. Међутим, за ово није придаван већи значај, мислећи да је можда отишао кући. Када су рођаци дан-два касније почели да га траже, постало је очигледно да је младић, отац двоје деце, заиста нестао. Кренули су у потрагу за њим, претресли су практично цео атар, али га нису нашли. Недуго затим, месец дана касније, 6. децембра 1913. године Амбрушево тело пронађено је у водама дунавског залива званог Ердегпатак VIII (Ђавољи поток). А истрага је утврдила да „овде може бити само несрећни случај и да на телу нема знакова насиља. Несрећник је био снажан човек и сви у селу познавали су га као вредног човека.“— Bácsország, “ стр. 11

### Бурни период 1918 — 1920. године
После завршетка Првог светског рата и распада Аустроугарске монархије дошло је до политичког и територијалног хаоса на територијама распале државе. Скореновац је такође био погођен овим дешавањима. Прво је проглашењем Банатске републике 31. октобра 1918. године, на кратко неких 9 дана, до 9. септембра и доласка војске Краљевине Србије, био  је део те непризнате државе. До проглашења Тријанонског споразума 4. јуна 1920. године и међународно признатог дефинитивног припајања Краљевини СХС ова територија, заједно са делом Баната, је одлуком Велике народне скупштине припојена Краљевини Србији.

### 30. и 40. године XX века
Тридесете године 20. века су обележиле период благостања и економске стабилизације села. То је трајало све до априла 1941. године, почетка Другог светског рата и доласка немачке војске у Скореновац. Село није осетило тежину рата пошто становнике села нико није дирао, а фронтови су били далеко. Немачка војска је била стационирана у селу све до краја рата и доласка Руса. Известан број становника села немачке народности је побегао пред руском армијом, заједно са немачком војском која се повлачила, док је доста њих остало. То се може видети из презимена неких од данашњих становника, у почетку су се, из страха од репресалија, изјашњавали Мађарима а касније су се током година или утопили у средину или одселили. Ово је нарочито било изражено током шездесетих година 20. века када се тадашња Југославија отворила према западу.
Руси који су дошли у село такође нису дирали становништво. То се највише може захвалити др Врамшапуху Атаљанцу, који је био Јермен пореклом. Причао је руски и имао искуство са војском, пошто је почетак своје каријере провео као војни лекар у руској војсци. Руси су остали у селу веома кратак период, мање од месец дана.
После рата, Другог светског рата, дошао је период колонизације, национализације и обавезе. Веома мали број колониста је досељен у Скореновац. Тек толико да се попуне напуштене немачке куће. Колонисти који су дошли у Скореновац су били српске националности и дошли су са југа централне Србије и Косова. Друга генерација колониста се већ прилагодила сеоском начину живљења и већина деце колониста је убрзо проговорила или разумела поред српског и мађарски језик. Забележено је да су тада Скореновчани први пут видели шарпланинца, пса, којег су колонисти довели са собом.

### Историјски називи региона и самог места
Историјски називи региона:
- Скореновец Тера — Zkorenovetz Terra (1412)[2][17][18]
- Скореноц Пуста — Zkorenocz Puszta[18]
- Вила Регалис — Villa Regalis (1428)[18]

Име села кроз историју:
- Нађђерђфалва — Nagygyörgyfalva (1883—1886)
- Скореновац — Skorenowatz (назив су користили Немци у разним периодима)
- Секељкеве — Székelykeve (1886—1922). Секељкеве у преводу значи „село Секеља”.
- Скореновац — Skorenovac (од 1922)[2]

### Топоними и локална имена
Као и свако место тако и Скореновац има делове насеља који, неслужбено, имају своје име. Предео испод села се зове рит (Rét), силаз у рит се зове Ајпарт (Aj part) а предео изнад села обала (Part). Тако је село међу сељанима подељено на делова. Чирче (Csircse) или Фелсег (Felszeg, Fölszög) западни део насеља према Плочици и Пачирта (Pacsirta) или алсег (Alszeg) источни део насеља према Ковину, Сејек (Széyek) северни део насеља које се граничи са њивама и Кезпонт (Központ) централни део који се налази око цркве све до претходно наведених топонима.
Улице
Поред наведених имена делова насеља постоје и неслужбена имена улица. Према заничној документацији села данашњи називи улица су давани после Другог светског рата, до тада није било званичних назива улица. Међутим, куће су имале своје бројеве и писма су стизала до примаоца на основу кућног броја. Данашњи називи улица су на српском и мађарском језику наведени су и на табли са називима улица. Тако на пример једна улица је названа Домокош улица (Domokos utcája) по домаћину који је живео у тој улици или Пек утца (Pék utca) по пекари која је била у тој улици. Улица Југословенске народне армије, део до цркве, се неслужбено зове „Велика улица” (Nagy utca), паралелно са њом улица 1. маја се зове „Мала улица” (Kis utca), улица између цркве и омладинског дома се зове „Биоскопска улица” (Mozi utca) јер се тамо некада налазио биоскоп и на крају, улица Југословенске народне армије део од цркве према гробљу се зове „Гробљанска” (Temetö utca) или кратка улица (Rövid utca). Кишбот утца (Kisbót utca) и Нађбот уца (Nagybót utca) по радњама које су се налазиле у тим улицама. Данашња улица Братсва и јединства се звала Тикер уца (Tükör utca), она се налази на равнини и приликом веће кише вода је остајала и личила је на огледало. Пачиртатер или Пачирта уца (Pacsirtatér, Pacsirta utca), улица поред гробља је према једном објашњењу добила име по шевама које су се оглашавале а по другом, назив потиче од тога што је на углу улице живела једна старија жена, која је певала лепо као шева, зато је улица и добила свој назив. Кућасорито уца (Kutyaszoritó utca), (Колоквијално „слепа улица”) Крај улице са ограђен са живицом да би се спречило излазак животиња у поља.
После другог светског рата називи улица које су даване од стране нове власти су биле „Лењинградске улица” (данас Жарка Зрењанина), „улица Црвене армије” данас Југословенске народне армије, „улица Истра” данас је Банатска.
Топоними
Предели око села такође имају називе. Испод села се налази рит чији се један део назива пашњак (Legelö, Nyomás), у то време укупан број стоке је био између 700 до 800 грла. Поред тога, 400 јуница, телади и стеоних крава („биле су стеоне, нису мужене пасло је у Сигету (Sziget), Форханту (Fórhant), а у оквиру тога пашњак је био у Фертајоку (Fertájok). Форхант је назив области поред Дунава. Према документу на немачком језику (који је Ђурђево датирао 1875 године, припремљено након катастарског премера) село се граничи са плошићким Форландом на југу а подаци из 1883. године показују да су нови досељеници сејали пшеницу на Форланду, који је по дефиницији „подручје Дунава”. Област који се назива „насип” (Töltés) је такође некада служио као испаша за стоку, данашњи пашњак се назива Ај (Alj). За делове предела изнад села популарни називи су следећи: багремара (Ákácos) где се налазило доста багрења, шеста дуж (Hat Düllö) која се налазила шест дужина испарцелисаних њива од села до главног пута Баваниште−Ковин и ту су скореновчани излазили да пешке иду до села када није било превоза из Ковина до села.
Обрадива земљишта и њиве, одомаћени називи су следећи: рит комараца (Szúnyogos rét) или седам фертаја (Hét fertály) било је то седам четвртина ланаца земље и по томе је добило име, постојали су још и кетланцошок (Kétláncosok), етвенкетланцошок (Ötvenkétláncosok), харомланцошок (Háromláncosok) и фелланцошок (Félláncosok) и сви ови називи потичу од величине њива на које је земљиште испарцелисано.
Провала (Szakadó) лежи на обали Дунава. Река је овде пробила брану 1888. године, поплавивши поља и ливаде, и као резултат тога практично цело подручје је било поплављено и због озбиљности догађаја заслужила је своје име.
Поњавица (Ponyovic) је назив кривудавог водотока речице Поњавица а земљиште уз њега звало се Поњовиц. Био је то влажан, мочварни простор, па се ту најчешће узгајала жута трска (назив једне врсте дрвета/прућа) од које су се правиле корпе.
Салаши (Tanya), Буркаток (Burkátok) и Фертајок (Fertájok), су називи за пределе и уједно за два насеља поред Дунава, која су се ту налазила. Двадесетих година 20. века, групе фарми зване Фертај и Буркат, су се простирале на око 20 километара дужином Дунава. Област је припадала Скореновцу а у тим насељима је постојало око 160 кућа са четвороразредном школом која је била у једној згради саграђеној од дрвета.

## Број становника и демографски подаци
У Скореновцу, према попису из 2002. године, живи 2.035 пунолетних становника, а просечна старост становништва износи 39,4 година (37,7 код мушкараца и 41,2 код жена). У насељу има 953 домаћинства, а просечан број чланова по домаћинству је 2,70.
Ово насеље је углавном насељено Мађарима, а у последња три пописа, примећен је пад у укупном броју становника. Скореновац је најјужније место на Свету у којем Мађари чине већину становништва.

### Национални састав по пописима
| Година | Број становника | Мађари | Немци  | Бугари | Срби  | Словаци | Југословени |
| 1910.  | 4.541           | 73,31% | 11,94% | 9,69%  | 1,26% | 2,53%   | 0,00%       |
| 1921.  | 4.195           | 81,83% | 7,34%  | 10,27% | 0,36% | 0,05%   | 0,00%       |
| 1948.  | 4.465           | 84,46% | 0,70%  | 11,22% | 3,18% | 0,05%   | 0,00%       |
| 1991.  | 3.213           | 80,36% | 0,15%  | 2,53%  | 9,40% | 0,03%   | 3,36%       |
| 2002.  | 2.501           | 86,71% | 0,07%  | 2,99%  | 5,47% | 0,00%   | 1,04%       |
| 2011.  | 2.354           | %      | %      | %      | %     | %       | %           |

Поред наведених нација, у Скореновцу још живе Албанци, Македонци, Муслимани, Роми, Румуни, Словенци, Украјинци и Хрвати.

### Број становника и домаћинстава према пописима
| Година            | 1869. | 1875.    | 1880. | 1900. | 1910. | 1915. | 1921. | 1931. | 1936. | 1939. |
| Број становника   | 396   | Н/П      | 298   | 3.399 | 4.541 | 4.486 | 4.195 | 4.099 | 4.366 | 4.271 |
| Број домаћинстава | Н/П   | 265 кућа | Н/П   | 664   | 853   | Н/П   | 847   | 927   | Н/П   | Н/П   |
| Година            | 1942. | 1948.    | 1953. | 1961. | 1971. | 1981. | 1991. | 2002. | 2011. | .     |
| Број становника   | 4,271 | 4.465    | 4.403 | 4.306 | 4.021 | 3.731 | 3.213 | 2.501 | 2.596 | .     |
| Број домаћинстава | 1.020 | 1.069    | 1.105 | 1.143 | 1.119 | 1.328 | 1.086 | 953   | 989   | .     |

### Број ученика по школским годинама
| Школска година | 1905/06. | 1911/12. | 1913/14. | 1922/23. | 1932/33. | 1940/41. | 1955/56. | 1963/63. | 1975/76. | 1985/86. | 1999/00. | 2000/01. |
| Број ученика   | 561      | 613      | 623      | 500      | 734      | 538      | 884      | 623      | 373      | 308      | 244      | 233      |
| Школска година | 2001/02. | 2002/03. | 2003/04. | 2004/05. | 2005/06. | 2006/07. | 2007/08. | 2008/09. | 2009/10. | 2010/11. | 2011/12. | .        |
| Број ученика   | 234      | 236      | 230      | 219      | 220      | 214      | 199      | 184      | 175      | 154      | 146      | .        |

### Национална структура и писменост
| Година | Укупно ст. | Мађари | Остали | Говорило мађ. | Писмено | % писм. |
| ------ | ---------- | ------ | ------ | ------------- | ------- | ------- |
| 1890.  | 2.510      | 1.862  | 648    | 2.087         | 632     | 25,18   |
| 1900.  | 3.349      | 2.625  | 724    | 3.007         | 1.297   | 38,73   |

1. ↑  Није прецизирано колико којих других али већина су били банатски Бугари и подунавски Немци
2. ↑  Број становника у односу на попис из 1880. године је повећан зато што су се Секељи преместили из Ђурђева у Скореновац 1883. године и придружиле су им се нове породице из Буковине

### Графикон броја становника по годинама
|  |  |  |  |  |  |  |  |  |  |  |  |  |  |  |  |

### Село данас
- Скореновац — детаљ
- Типично двориште у Скореновцу
- Скореновац — поглед са ливаде
- Жетва у Скореновцу
- Детаљ из главне улице у Скореновцу
- Канал ДТД у близини Скореновца
- Летња олуја у Скореновцу
- Католичка црква светог Стефана
- Основна школа у Скореновцу
- Амбуланта у Скореновцу

## Порекло скореновачких Секеља
Постојбина Секеља који су се доселили у Скореновац је Ердељ у Трансилванији (мађ. Erdély, Transylvania), сада подручје у Румунији које се зове Харгита (рум. Harghita).
Путешествије Секеља је почело 1764. године када су у месту Мадефалва Секељи подигли буну против владавине Марије Терезије и присилне мобилизације. У масакру дана 7. јануара 1764. побијено је између 200 и 400 Секеља. Велики број становника, заједно са неидентификованим бројем чанго породица, пребегао је у Молдавију и недуго после у Буковину, где је основано пет села:
- Иштеншегитш (мађ. Istensegits),
- Фогадјиштен (мађ. Fogadjisten),
- Хадикфалва (мађ. Hadikfalva),
- Јожеффалва (мађ. Józseffalva) и
- Андрашфалва (мађ. Andrásfalva) која се данас налазе у Румунији поред реке Сучаве (рум. Suceava) у истоименом округу.

Ова села су основана осамдесетих година 18. века. У другој половини 19. века део становника расељен у Јужни Банат у места Скореновац, Иваново и Војловица. Почетком 20. века неколико стотина фамилија је емигрирало у Саскачеван (енгл. Saskatchewan (Канада)) у околини Риџајне (енгл. Regina). Године 1941. целокупно становништво из свих пет села расељено је по региону Толна у тадашњој Мађарској.
Као популација, Секељи потичу из краја у народу званог  земља Секеља  која је у некадашњој Краљевини Мађарској обухватала историјска подручја: „Чиксек (мађ. Csikszék), Марошсек (мађ. Marosszék), Арањошсек (мађ. Aranyosszék), Удвархељсек (мађ. Udvarhelyszék) и Харомсек (мађ. Háromszék)”.
Секељи своју етничку аутохтност приказују кроз културну баштину, обичаје и традицију. Најпознатији примери за то су Секељ капија (мађ. székelykapu), Копја (мађ. kopjafa) и Ровашко писмо (мађ. rovásirás). Затим орнаментални везови, ручни радови, орнаменталне кутије за чување породичних драгоцености итд.

### Презимена првих насељеника Скореновца:
Из Андрашфалве: Дарадич (Daradics), Чисер (Csiszer), Ереш (Erõs), Фабијан (Fábián), Гал
(Gál), Геце (Geczõ), Ђерђ (György), Илеш (Illés), Јакаб (Jakab), Јанош (János), Катона (Katona), Келемен (Kelemen), Кемењ (Kemény), Киш (Kis), Короди (Koródi), Ковач (Kovács), Лакатош (Lakatos), Ласло (László), Липина (Lipina), Лукач (Lukács), Милер (Müller), Палко (Palkó), Пастор (Pásztor), Петреш (Petres), Петар (Péter), Хомпот (Hompot), Хушори (Husori), Шебешчан (Sebestyén), Шит (Schidt), Сакач (Szakács), Сатмари (Szatmári), Ранц (Rancz) и Варга (Varga).
Из Иштеншегитша: Амбруш, Барабаш (Barabás), Бартиш (Bartis), Береш (Béres), Бот (Bot), Борбанди (Borbandi), Бете (Bõte), Дудли (Dudli), Фалукези (Faluközi), Фиња (Finnya), Филеп (Fülöp), Ђерфи (-{Gyõrfi), Јанош (János), Като (Kató), Ловас (Lovász), Мађарош (Magyaros), Макраи (Makrai), Миклош (Miklós), Нађ (Nagy), Њистор (Nyisztor), Пек (Pék), Шанта (Sánta), Сабо (Szabo), Сас (Szász), Сете (Szõte), Тамаш (Tamás), Уркон (Urkon) и Ванча (Váncsa).
Из Фогадјиштена: Амбруш, Барабаш (Barabás), Гашпар (Gáspár), Куруц (Kuruc), Пап (Pap), Ваци (Váci), Сабо (Szabó) и Секељ (Székely).
Из Хадикфалве: Берети (Beréti), Брети (Bréti), Биро (Biro), Чики (Csiki), Дани (Dani), Ердеш (Erdõs), Фазекаш (Fazekas), Фодор (Fodor), Фораи (Forrai), Галамбош (Galambos), Керекеш (Kerekes), Киш (Kis), Козма (Kozma), Кожан (Kozsán), Келе (Kölõ) и Шкасијан (Skasszián).
Из Јожеффалве: Курко (Kurkó), Кушар (Kusár), Пало (Palló), Максем (Mákszem), Мезеи (Mezei), Секељ (Székely) и Варда (Várda).

## Важнији догађаји у животу села по годинама
- 1885 — Јанош Михаљ (Mischel János) је био први учитељ у селу. Првобитно је службовао у Ђурђеву, а затим се 1886. године са целокупном популацијом преселио у новоосновани Скореновац.
- 1886 — Први судија, a уједно и председник села је био Агоштон Колар (Kollár Ágoston), у периоду од 1886. до 1890.
- 1889 — Завршена је школска зграда. Први учитељи су били Јохан Штајнер (Steiner Johann) који је уједно био и управник, затим Отилија Милер (Müller Ottilia), Етелка Шомођи (Somogyi Etelka) и Јанош Михаљ. У то време основна школа је трајала шест година, а у школској 1905/1906. години било је 561 ученика. Убрзо је основан и школски одбор, а Имре Ласло (László Imre), Михаљ Фехер (Fehér Mihály), Франц Винтергершт (Wintergerst Francz), Бона Босилков (Boszilkov Bóna), Јожеф Међеши (Medgyessy József) и Андраш Варга (Varga András) су 30-их година 20. века били чланови савета школског одбора.
- 1892 — 18. децембра завршена је градња католичке цркве, а први свештеник био Ференц Делеме који је службовао од 1892. до 1898. године.[19]
- 1894 — 25. новембра је основана Земљорадничка кредитна задруга у Скореновцу. Имала је 71 члана, а председник је био Ференц Делеме.[19]
- 1895 — 6. октобра је основана и прва библиотека, а први библиотекар био је Јанош Хајагош. Имала је 50 чланова, а председник је био Ференц Делеме.[19]
- 1898 — Др Јожеф Клајн (Dr. Klein József), са службом у Ковину, прихватио је понуду да се брине о здрављу Скореновчана.
- 1899 — Основана је прва Добровољна ватрогасна бригада која је имала 60 чланова. Председник је био Јохан Киршгаснер (Kirchgäsner Johann), а командир ватрогасне јединице Јохан Михаљ (Mischel Johann).
- 1900 — Др Еде Урбанек (Dr. Urbanek Ede) постао је први стални лекар у селу.
- 1906 — Основано је ловачко друштво са 14 чланова, а оснивачи су били Ђула Сабатка (Szabatka Gyula) и Деже Тери (Töry Dezsö).
- 1912 — Каталин Ригер (Rüger Katalin) отворила је моторни млин у селу. Млин је радио све до почетка 70—их година када је зграда срушена. Моторни млин су такође отворили Миклош Василевску и браћа Домокош (Vasilescu Miklós és Domokos testvérek).[19]
- 1913 — 27. априла основана је Потрошачка и употребљивачка задруга са о. о. Скореновац са продавницом „Ханђа” (Hangya = мрав) и имала је 128 чланова на челу са председником Аладаром Викелом (Wikel Aladár).
- 1924 — Црвени крст је почео са хуманитарним активностима, али је званично основан тек 1931. Организација је имала 57 чланова, а председник је био Др Имре Ласло (Dr. László Imre).
- 1925 — Основано је културно-уметничко друштво (мађ. Kultúrszövetség). Од 1948. године носи назив КУД Шандор Петефи (мађ. Petõfi Sándor).
- 1932 — Основано је Повереништво удружења занатлија са обућарем Андрашем Бирчаком (Bircsák András) као председником.
- 1932 — 14. јуна је основан ФК Плави Дунав ("Kék Duna"). Председник је био Миливој Ђуркин, а потпредседник Др Имре Ласло (Dr. László Imre). Екипа је била у саставу: Антал Фазекаш (Fazekas Antal), Јанош Сирак (Szirák János), Станко Ердељан, Јожеф Боршош (Borsós József), Јанош Брашњо (Brasnyó János), Јожеф Босилков (Boszilkov József), Пуби Хуберт (Hubert Pubi), Иштван Киш (Kiss István), Имре Галац (Galac Imre), Тамаш Јунг (Jung Tamás), Деже Ковачевић (Kovacsevics Dezsö), Иштван Урбан (Urbán István), Имре Комароми (Komáromi Imre), Јанош Миглеци (Migléci János), Миле Перић, Ђуро Станисављевић и Славко Ивков.
- 1959 — Основна школа у Скореновцу поставља спомен плочу Жарку Зрењанину, бившем ученику те школе. Од тада, основна школа носи име по њему.[26]
- 2019 — Последњи Секељ је напустио скореновачки салаш, испод села поред Дунава. Преселио се у само село а име му је Андраш Варга[27][28]

## Слике из традиционалног и свакодневног живота у селу
| - Моменат са утакмице из 70—их година - Народна ношња и игра чардаш - Орнаментални јастук - Традиционална кухиња—детаљ - Традиционална кухиња—детаљ - Дневна соба—детаљ - Копја |

### Сеоске славе и обичаји
- Свети Стефан (мађ. Szent István). Мађарски национални празник, који се уједно слави као сеоска слава, „кирвај”; слави се 20. августа. Сваке године, другог дана славе, 21. августа се одлазило на Провалу (Szakado) и тамо настављало празновати.
- Грожђенбал (мађ. Szüretbál). Одржава се у јесен после бербе грожђа, цела сала се окити јесењим плодовима и виновом лозом а служи се домаће вино и грожђе.
- Машкаре (мађ. Farsang). Одржавају се у фебруару када се омладина маскира у кожне гуњеве, носи разна звонца, праве буку да би отерали „зле духове” и истовремено се забављају до дуго у ноћ. После 1960-их овај обичај се полако губи.
- Маскенбал (мађ. Maszkabál). Традиционална костимирана игранка за младе.
- Ловачки бал (мађ. Vadászbál). Забава младих у дугим зимским месецима. Као закуска се служи месо од дивљачи и служи се домаће вино.
- Дани жетве (мађ. Aratás napok). У јулу, после завршетка жетве, становници прослављају успешну годину. Преко дана млади, обучени у народне ношње, запрежним колима обилазе село, објављују крај жетве, најављују вечерње прославе које се одржавају у неколико сала и у сеоским кафанама окићеним жетвеним бојама.
- Имендан (мађ. Névnap). До пре три или четири генерације уназад није се славио рођендан, већ имендан. Имендан се славио на дан свеца чије је име домаћин носио. Светац је уједно био и заштитник куће и фамилије. Имендан се наслеђивао по мушкој линији. Прворођени син је обично добијао име свога оца, а тиме и наслеђивао свеца којег је славио (Зато је код Секеља била учестала појава преношење имена и презимена са оца на сина кроз више генерација). Другорођени син је имао могућност да преузме имендан (свеца) од деде по мајци или да слави свеца по свом имену.

- Баба Марта. Обичај који у Скореновцу одржавају углавном скореновачки банатски Бугари. Обележавање овог обичаја се одржава првог дана у месецу марту. Људи се облаче свечано и ките се шареним црвено белим кићанкама и ресама или стављају на одећу мале лутке, мартенице, које се називају „Пижо и Пенда”. Пижо представља мушког лутка где доминира бела боја која симболише чистоту и душу, а Пенда представља женску лутку, где доминира црвена боја која симболише живот и емоције. У бугарском фолклору Баба Марта је повезана са ђандрљавом старом бабом чија се ћуд стално и изненада мења. А таквим се месецом сматра и месец март када је време непредвидиво и прелама се из једне у другу крајност. Ове мартенице представљају амајлије за рађање пролећа и симболе умирања и рађања. Ово је стара паганска традиција која скоро да се није ни променила од давнина. Веровање је да ношењем црвене и беле боје људи моле Баба Марту за милост, надајући се да ће дуга зима брже проћи и да ће пролеће убрзо да покаже своје боје.

#### Свадба
Секељска свадба (мађ. Székely lakodalom) се одржава по обичајима који се преносе с колена на колено, а обичајне свечаности трају од три па до седам дана.
Прво млади обавештавају своје родитеље о својој намери и траже благослов од њих. Момак, када добије благослов од главе породице, одлази са оцем код девојчиних родитеља да званично запроси девојку. Ако све прође у реду родитељи момка и девојке уговарају место и време одржавања свадбарских свечаности.
Свака породица прави свој списак гостију и млада и младожења посебно позивају своје најбоље пријатеље где их обавештавају о својој намери и траже од њих да им се помогне у организовању свадбе. Другарице за свадбу добијају свадбарску титулу њосојулањ (мађ. nyoszolyólány) а другови вефељ (мађ. vőfély). Одређује се главни вефељ који најбоље познаје обичаје и има ауторитет да спроводи припреме и да организује остале младиће. Он добија титулу главног вефеља (мађ. fő vőfély). Он добија вефељско обележје, вефељски штап (мађ. vőfélybot, vőfélypálca) и задужења. Њему се предаје списак гостију и сви потребни подаци о свадби.
Две, три недеље пред свадбу главни вефељ се облачи у народну ношњу узима свој украшени штап, упреже своје коње и украшава их плетеним врпцама, тракама, националних боја, на своја украшена кола ставља буренце са вином и окупља остале вефеље. Тако опремљен прво одлази код кума (мађ. násznagy) где му младожења предаје званичан позив за кумство а главни вефељ позив његовој породици за свадбу. Ту се обавезно наздрави и наставља се одласком и позивањем најближе родбине, пријатеља и познаника, док се буре не испразни. Овиме се даје свима довољно времена да се припреме за свадбу.
Неколико дана пред свадбу главни вефељ опет понавља исту процедуру облачења и украшавања коња и кола и заједно са осталим вефељима одлази да сакупи и донесе потребне ствари за одржавање свадбе. Пролазећи кроз село од једне до друге куће они певају свадбарске песме и скупљају столове, столице, тањире, виљушке, кашике, ножеве, столњаке. Овиме обавештавају цело село о будућем догађају.
Свадба се обично заказује за суботу. До петка се све спреми а у суботу ујутро почиње се са самом свадбом. Прво долази кум и најближа родбина а после полако и остали свадбари, сви они се послужују са паприкашом и сланим пецивима. Кум у народној ношњи се посебно украшава са лентом која може имати националне боје или нека друга обележја у зависности од друштвеног статуса кума, док остали гости се украшавају са цветовима на реверу. Традиционално ти цветови су од папира.
Исто у јутарњим сатима млада шаље дар свом изабранику, белу везену кошуљу. Доносиоци долазе са окићеним запрежним колима и они се примају са почастима. Младожења облачи примљени дар и сватови крећу ка младиној кући. Доласком младожење и осталих сватова у младину кућу почиње церемонијал кићења невесте. Млада је обучена сва у бело и прима младожењин крунски венац којим је дарива и ставља млади на главу. Крунски венац је симбол предавања једно другоме, залог верности у будућем заједничком животу.
После овога чина сватови се разилазе и у уговорено време се налазе испред цркве. Испред цркве млада и младожења по први пут се одвајају од својих сватова и заједно улазе пред олтар. Ту се одиграва чин венчања пред Богом. После овог церемонијала нови брачни пар, уз пратњу свадбарске музике, одлази у просторије где је младожења организовао свадбено весеље.
Сватове већ очекују припремљена пецива, ракија и вино, тада се и обавља церемонија примања новог члана, младе, у породицу, после које сви почињу да се веселе певају и играју.
Вечера је посебан догађај са посебном традицијом. Када сви сватови поседају за столове и када се музика утиша, кум одржи говор где се велича младожењино богатство и младина лепота, после чега вефељи прво уносе супу, што означава почетак вечере. Главни вефељ рецитује стих по стих предвиђене рецитације и хвали храну коју ће гости имати прилике да пробају и све је попраћено са музичким ефектима где се гости тиме анимирају. После супе на ред долази печење, салата, компоти и остали прилози главном јелу. На крају вечере долази на ред торта. Свако уношење ових јела је посебан догађај и следи исти ритуал хваљења хране, док се пиће непрекидно троши.
По завршетку вечере гости поново почињу да се веселе, играју чардаш и певају. Негде око поноћи млада и младожења устају најављују свој одлазак и сами одлазе у свој нови дом. Ту се пресвлаче и млада се облачи у народну ношњу где доминирају црвена и бела боја, док младожењином ношњом доминира црна и бела боја. Када је ова церемонија обављена нови брачни пар се враћа да наставе свадбарско весеље и тада се служе ситни колачи. Уласком пара међу сватове настаје задиркивање младих, пошто су са овим чином постали човек и жена, а весеље достиже кулминације и траје све до поднева следећег дана, недеље. Ако неко од вефеља није био довољно јак да издржи до ових сати, па је раније отишао кући, преостали вефељи иду по њега, везују ужетом, ките са осушеном стабљиком кукуруза и довлаче га назад на свадбу (овај обичај се зове Калато (Káláto) и сви гости могу бити предмет овог обичаја у наредним данима, докле год има преостале хране). Преосталим гостима се служи кисела чорба, после које се гости почињу полако разилазити.

## Познати Скореновчани
- Золтан Дани — пуковник Војске Југославије који је командовао јединицом која је оборила Ф-117 најтхок.[36]
- Габријел Атаљанц (Габи) — лекар, неуропсихијатар, песник, бивши омладински првак Србије у троскоку. Радио у Скореновцу, Ковину, малом Зворнику, Панчеву, Идрији, на Рабу и у Француској. Отац балерине Ашхен Атаљанц.[37]
- Магдолна Урбан (Магда) — најпознатији стоматолог панчевачке општине 50-их, 60-их и 70-их година 20. века. У 40-им једна од првобитних играчица женског кошаркашког клуба из Зрењанина. Већи део свог радног века је провела радећи у зубној амбуланти Фабрике авиона Утва.
- Хуберт — власник прве кафане у селу, путник Карпатије и очевидац спасавања преживелих са Титаника
- Тамаш Јунг (1911—1992) — бискуп,[38] један од оснивача ФК Плави Дунав
- Иштван Бот (1943—2004) — свештеник
- Лука Узун — адвокат, просветни радник, редактор „Банатског бугарског гласника” који је излазио у Темишвару
- Деже Нађ — пољопривредник, првак Југославије у приносу жита по хектару 1975.
- Золтан Шебешчен — бивши фудбалер Бајера из Леверкузена. Пореклом је из Скореновца (отац и мајка су се родили и живели у Скореновцу)
- Ерне Комароми — играо фудбал за Војводину, Нови Сад, Динамо из Панчева и Плави Дунав из Скореновца
- Ђурка Пап — фудбалер, један од тренера Динама из Панчева, радио са младима. Тренерску школу завршио у класи са Миљаном Миљанићем
- Ласло Варга — средњошколски првак у скоку удаљ на СОШОВ-у 1977.
- Зоран Михајловић — омладински првак Војводине у бацању кугле из 1977. године. Бубњар и певач групе „Дунавски камичци” који гаје традиционалну мађарску музику. Издали су неколико касета и ЦД-а
- Слободан Михајловић (1988 — 2018) − параолимпијац, златна медаља 2006. пливању у Риму (Youth Games).